# Nógrádi Pap Gyula
Nógrádi, révkomáromi Pap Gyula vagy Nógrádi Pap Gyula (Felsőpálfalva, 1843. május 20. – Salgótarján, 1931. augusztus 5.) költő, etnográfus, ügyvéd és birtokos.

## Élete
Pap Károly földbirtokos és Okolicsányi Rozália földbirtokos nemes szülők fia. A családi nemesi előneve révkomáromi. Losoncon kezdte iskoláit, Selmecbányán folytatta és Sárospatakon végezte, ahol Erdélyi János nagy hatással volt fejlődésére és irodalmi tanulmányaiban külön is vezette. Kiváló kedvvel foglalkozott a népköltészettel, sok mesét és népdalt gyűjtött és a népköltés műformáit saját költeményeiben is alkalmazta. A Nógrádi előnevet megkülönböztetésül egy hasonnevű írótól használta. Az ügyvédi vizsgálatot 1868. novemberben letette és azután Füleken élt. A Petőfi Társaság 1903. december 28-án tagjai sorába választotta.
Az irodalomban Arany János Koszorújában lépett fel először egy fordított verssel, majd Szép piros Örzsébet című népballadával; a Hölgyfutárban (1863-1864. Börne Lajos, Petrarka a szerelmi dalnak, Camoens, Calderon, Boccaccio János, Racine, D'Arc Johanna, Egy angol zeneművész, beszély, Leánykérés a lapoknál, Egy velenczei éj története, Egy német költő, Kleist Henrik élete és halála, és költemények Heine után és eredetiek); a Sárospataki Füzetekben (1864. A mandák vagy jánuskövetők felekezete, 1865. Még egyszer az államvizsgáról); költeményeket írt még a Vasárnapi Ujságba, Magyarország és a Nagyvilágba, Nefelejtsbe, Fővárosi Lapokba, a Hétbe, Uj Időkbe; Szent Péter című költeménye Arany László Elfridája mellett dicséretet nyert a Kisfaludy Társaságnál. Dolgozótársa volt Abafi Figyelőjének és a Magyar Nyelvőrnek. Irodalmi érdekű cikkeket is írt a lapokba többnyire névtelenül; nagyobb tanulmánya: Erdélyi János irodalmi hatása a Helfitől szerkesztett Magyar Ujságban.

## Munkái
- Palócz népköltemények. Sárospatak, 1865. (Jeles tanulmánynyal a palócz nép szokásairól és etnographiai sajátságairól; a mesék a tanulmánynyal együtt angolul is megjelentek: The Folk Tales of the Magyars collected by Kriza, Erdélyi, Pap and others cz. London).
- Költemények. Budapest, 1894. (Ism. Ország-Világ 27. sz., Vasárnapi Ujság 28., Fővárosi Lapok 251., M. Salon XXI. 887. l., Külföld 4., 5. sz., Hazánk 235. sz.)
- Költemények. Budapest, 1911.
- Cserkész fiúk könyve. Budapest, 1925.